# Concerto pour violon no 1 de Mozart
Pour les articles homonymes, voir Concerto pour violon no 1.
Le Concerto pour violon no 1 en si bémol majeur K. 207 de Wolfgang Amadeus Mozart a d'abord été supposé composé en 1775 (Mozart était alors âgé de dix-neuf ans), en même temps que les quatre autres concertos originaux pour violon. Cependant, l'analyse de l'écriture à la main et du papier du manuscrit sur lequel le concerto a été écrit suggère que la véritable date de composition pourrait être 1773. C'est la date proposée par la Neue Mozart-Ausgabe.

## Structure
Le concerto a une structure habituelle en trois mouvements :
1. Allegro moderato, en si bémol majeur, à , 181 mesures - partition
2. Adagio, en mi bémol majeur, à 
, 116 mesures - partition
3. Presto, en si bémol majeur, à 
, 372 mesures - partition

- Durée de l'exécution : environ 20 minutes

Le concerto est rempli de passages brillants écrits en doubles-croches. Le Rondo no 1 en si bémol, K. 269, est aussi lié à ce concerto. Il a été prévu pour remplacer le final, et composé pour répondre aux recommandations d'Antonio Brunetti, violoniste de Salzbourg à cette époque. Malgré cela, le concerto est généralement joué avec le finale d'origine, le Rondo étant utilisé comme pièce de concert séparée.
Thème introductif de l'Allegro moderato :
La lecture audio n'est pas prise en charge dans votre navigateur. Vous pouvez télécharger le fichier audio.
Thème introductif de l'Adagio :
La lecture audio n'est pas prise en charge dans votre navigateur. Vous pouvez télécharger le fichier audio.
Thème introductif du Presto :
La lecture audio n'est pas prise en charge dans votre navigateur. Vous pouvez télécharger le fichier audio.

## Orchestration
| Instrumentation du Concerto pour violon no 1 en si bémol majeur        |
| Soliste                                                                |
| violon                                                                 |
| Cordes                                                                 |
| Premiers violons, seconds violons, altos, violoncelles et contrebasses |
| Bois                                                                   |
| 2 hautbois                                                             |
| Cuivres                                                                |
| 2 cors en si bémol (en mi bémol dans l'adagio)                         |